# Horaglanis
Horaglanis é um género de peixe da família Clariidae.
Este género contém as seguintes espécies:
- Horaglanis abdulkalami Babu, 2012
- Horaglanis alikunhii Subhash Babu & Nayar, 2004
- Horaglanis krishnai Menon, 1950